# Heilig Hartkerk (Brugge)

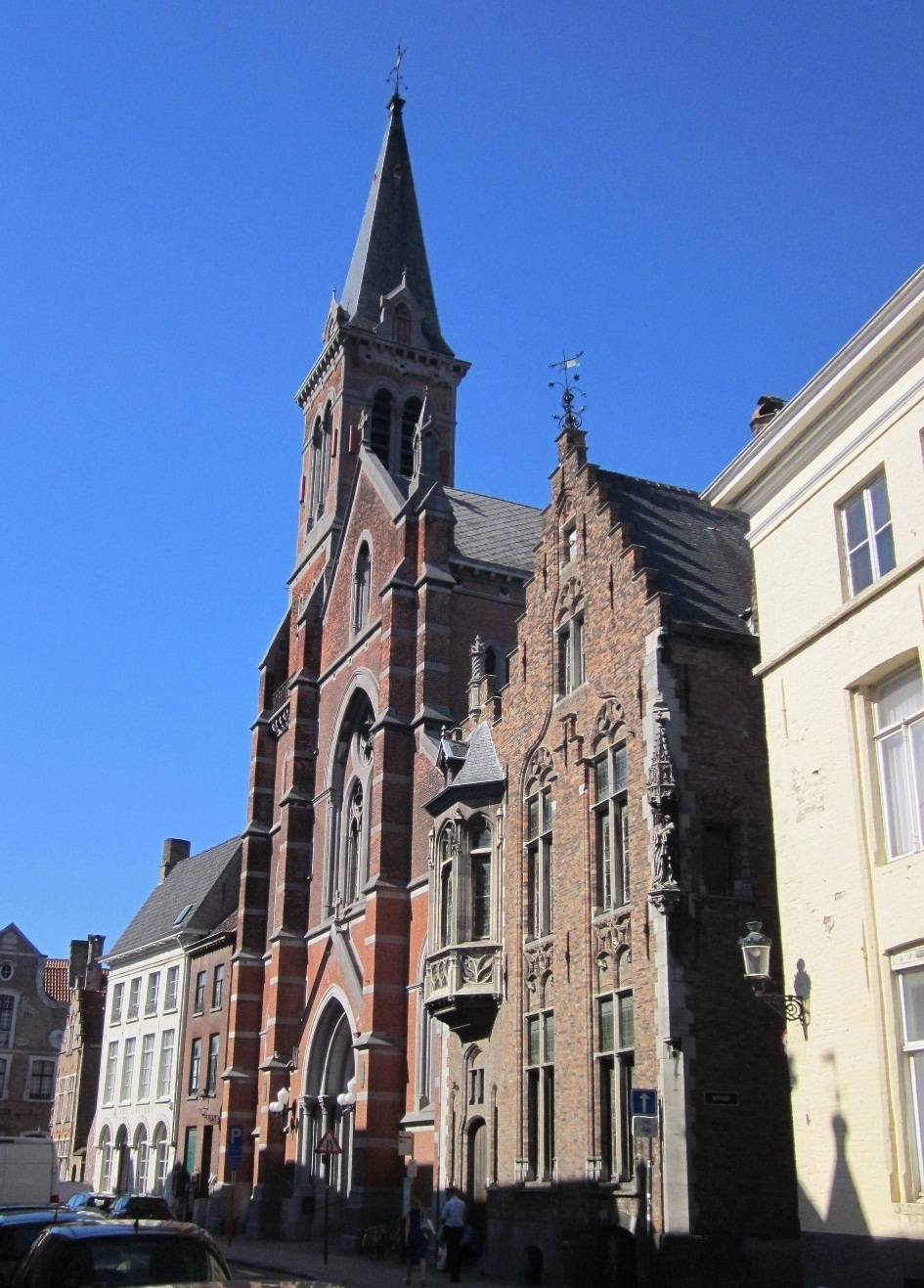
De Heilig Hartkerk in Brugge

De Heilig Hartkerk is een voormalige jezuïetenkerk in Brugge. De kerk werd ontwijd in 1990 en werd daarna gebruikt als feestzaal. In 2022 nam een Roemeense evangelische gemeenschap haar intrek in de kerk.

## Geschiedenis
Nadat de jezuïeten ingevolge de opheffing van hun orde in 1773 uit Brugge waren verdwenen, kwamen ze er zich opnieuw vestigen in 1840. In 1869 namen ze hun definitieve intrek in een bestaande woning met grote tuin in de Korte Winkel.
Ze kochten vervolgens verschillende huizen en tuinen aan binnen de huizenblok Vlamingstraat, Spanjaardstraat, Kipstraat en Korte Winkel, teneinde voldoende ruimte te hebben voor het bouwen van een relatief grote kerk, die verbinding kreeg met de residentie. Van 1879 tot 1885 werd aan de kerk gebouwd, met voorgevel aan de Vlamingstraat.
Oorspronkelijk zou architect Jean Bethune de opdracht voor het ontwerpen van deze kerk hebben gekregen, maar om niet te achterhalen redenen werd de opdracht toevertrouwd aan de Brugse architect Louis Pavot, een van de voornaamste vertegenwoordigers, naast Bethune, van de neogotische strekking. De bisschop van Brugge, Johan Joseph Faict, legde in oktober 1880 de eerste steen en op 29 juli 1885 wijdde hij de kerk in.
Pavot bouwde een basilicale kruiskerk met een vier traveeën tellend schip en een afgesloten rechthoekig koor en transept. In 1901 werd de kerk gepolychromeerd en in 1903 werd er een torenspits aan toegevoegd.
De kerk was zeer populair en werd door de Bruggelingen druk bezocht. Vooral in de paasperiode was het een plek waar talrijke bewoners aan hun paasverplichting van het biechten kwamen voldoen. De zondag werd een druk bijgewoonde 'artiestenmis' opgedragen, waaraan plaatselijke musici hun medewerking verleenden. Ook was het een van de laatste kerken waar, tot ongeveer 1965, in het Frans werd gepreekt.
Vanaf 1979 werd de kerk niet meer gebruikt voor de eredienst en in 1990 werd ze ontwijd. Een slopingsaanvraag werd ingediend, maar niet ingewilligd. Monumentenzorgers dienden verzoeken tot bescherming als monument in, maar ook dit kreeg geen gevolg. In 1986 verkochten de jezuïeten hun kerk en, in afzonderlijke verkopen, de inboedel en het meubilair. Hieronder bevond zich werk van de beeldhouwers Pickery en M. Zens, schilderijen van Th. Lybaert en E. Wante, edelsmeedwerk van Geeraert en kunstsmid Edw. De Vooght, glasramen van Samuel Coucke, A. Vincent en Louis Grossé-De Herde. Na een lange periode van leegstand, waarbij allerhande ideeën werden geopperd, onder meer die van een "parkeertoren" binnen het bestaande gebouw of van sloping voor het optrekken van appartementen, werd de ruimte vanaf 1994 aangewend voor het organiseren van "middeleeuwse feesten" ten behoeve van toeristen. Na 2010 bleek de aantrekkingskracht hiervan te verminderen.
Er bleef een communauteit van jezuïeten aanwezig in de Korte Winkel. In maart 2016 kondigden ze aan dat ze de residentie eind van het jaar verlieten en meteen geen enkele vestiging meer overhielden in het bisdom Brugge.

### Nieuwe bestemming
De Heilig Hartkerk is niet beschermd als monument. Er waren plannen om de kerk om te bouwen tot wooneenheden, maar deze plannen werden niet concreet. Ook de twee huizen die links en rechts van de kerk tot dezelfde eigendom behoorden, bleven onbewoond en verwaarloosd.
Een Roemeense evangelische gemeenschap huurt sinds 2022 de kerk om deze opnieuw te gebruiken voor religieuze diensten.